# بينجامين رويز
بينجامين رويز (بالإسبانية: Benjamín Ruiz)‏ هو لاعب كرة قدم تشيلي، ولد في 21 أغسطس 1981 في سانتياغو في تشيلي. لعب مع أوداكس إيتاليانو وإيفرتون دي فينا ديل مار وكولو-كولو ولاسيرينا ونادي أونيفرسيداد كاتوليكا ونادي أوهيجينس ونادي بالستينو.

## وصلات خارجية
- بينجامين رويز على موقع قاعدة بيانات كرة القدم.إي يو (الإنجليزية)
- بينجامين رويز على موقع Soccerway.com (الإنجليزية)
- بينجامين رويز على موقع عالم كرة القدم.نت (الإنجليزية)
- بينجامين رويز على موقع AS.com (الإسبانية)